# San Miguel Santa Flor
San Miguel Santa Flor è un comune del Messico, situato nello stato di Oaxaca.